# Tunja
Tunja è una città della Colombia, capoluogo del dipartimento di Boyacá. Si trova sulla cordigliera orientale delle Ande, 130 km a nord est di Bogotà. È il principale centro culturale, commerciali e universitario nel dipartimento. La città è il centro storico e culturale della Nazione, sede del Festival Internazionale della Cultura, il Aguinaldo Boyacense, e molti altri eventi internazionali. Tunja ospita innumerevoli edifici e monumenti dell'epoca pre-colombiana e spagnola dichiarati patrimonio nazionale. Ci sono importanti istituzioni scientifiche e accademiche. Nel 2010 è considerata la città più sicura della Colombia secondo il rapporto dal Centro internazionale per la prevenzione del crimine.
Il centro abitato venne fondato da Gonzalo Suárez Rendón nel 1539.
Vi ha sede il club calcistico Patriotas Boyacá.